# Жена са сломљеним носем
Жена са сломљеним носем је српски филм из 2010. године. Режирао га је Срђан Кољевић, који је написао и сценарио.

## Радња
У филму се прожимају три приче, судбине три пара који кроз немогуће љубави спасавају једни друге, превазилазе личне трауме и откривају истинске разлоге да наставе живот.
Ту је и главни јунак - Бранков мост као метафора за духовно и емотивно стање људи заустављених у саобраћајној гужви, али и у својим растуреним животима.
Млада жена са сломљеним носем изађе из таксија у саобраћајној гужви на мосту, и баци се у реку. У таксију остаје беба. Таксиста Гаврило, избеглица из Босне, остаје у шоку но одмах почне смишљати како да збрине бебу. Међутим, таксиста није једини очевидац, Аница и Биљана такође су виделе скок несретне жене. Сваки од очевидаца носи у себи дубоке трауме узроковане различитим околностима, од ратних збивања до губитка детета, а овај ће им догађај окренути животне смерове...
То изазове наизглед немогуће љубави код троје очевидаца, које ће на различите начине спасити њихове животе. Таксиста мизантроп, остављен са бебом почиње да се бори за живот жене са сломљеним носем, млада професорка суочена са заљубљеношћу тинејџера успева да превазиђе животну трауму, а необична апотекарка напушта вереника, откривајући да је брат њене прве љубави, можда онај прави, спашавају једни друге, превазилазе ожиљке, и поново откривају праве разлоге за живот.

## Улоге
| Глумац                | Улога                 |
| --------------------- | --------------------- |
| Небојша Глоговац      | Гаврило Букола        |
| Нада Шаргин           | Јасмина Хаџић         |
| Аница Добра           | Аница                 |
| Бранка Катић          | Биљана                |
| Јасна Жалица          | Јадранка              |
| Никола Ракочевић      | Марко                 |
| Вук Костић            | Стефан                |
| Дубравка Ковјанић     | Милица                |
| Војин Ћетковић        | Горан                 |
| Љубомир Бандовић      | Таксиста Рајко        |
| Стипе Ерцег           | Вук                   |
| Бојан Димитријевић    | Пијанац из дворишта   |
| Сена Ђоровић          | Шанкерка              |
| Рада Ђуричин          | Драгица               |
| Никола Ђуричко        | Водитељ на радију     |
| Ана Марковић          | Продавачица           |
| Сретен Мијовић        | Командир полиције     |
| Миодраг Милованов     | Богдан                |
| Ненад Ненадовић       | Доктор                |
| Горан Радаковић       | Станодавац            |
| Сандра Родић Јанковић | Радница на портирници |
| Бојан Пивас           | Душан Лукић           |
| Милан Стојановић      | Црквењак              |
| Јанош Тот             | Доктор на интензивној |
| Зорана Петров         | Медицинска сестра     |

## Награде
- Филм је премијерно приказан на Филмском фестивалу „Cinema city“ у Новом Саду 10. јуна 2010. године[5], на коме је и победио као најбољи филм у селекцији „Национална класа“, Срђан Кољевић је добио награду за најбољи сценарио, а Небојша Глоговац за најбољу мушку улогу.[6]
- Филм је освојио и престижну награду за најбољи филм „Златно Око“, на фестивалу у Цириху 2010 (Швајцарска)[7], као и награду публике младих на Фестивалу Медитеранског филма у Монпељеу (Француска).[8]
- 2011. филм је освојио Гран При на Фестивалу Европског Филма у Лећеу у Италији ("Златна Маслина“ за најбољи филм), као и награду публике на истом фестивалу.[9] На Фестивалу Европског Филма ФЕСТРОИА у Португалу, Небојша Глоговац је добио награду за најбољу мушку улогу ("Сребрени Делфин").[10] Филм је укупно добио 14 међународних и домаћих награда.
- На фестивалу глумачких остварења у Нишу, Бранка Катић је добила награду за најбољу женску улогу, а Небојша Глоговац Гран При Фестивала за најбоље глумачко остварење.[11]

## Занимљивости
- Једини српски филм који се 2011. године нашао у редовној биоскопској дистрибуцији у Европи (Шпанија, Немачка, Швајцарска, Аустрија).